# Чемпионат России по дзюдо 2014
Чемпионат России по дзюдо 2014 года проходил с 10 по 15 сентября в Ханты-Мансийске.

## Медалисты

### Мужчины
| Категория                   | Золото                                | Серебро                              | Бронза                                                               |
| --------------------------- | ------------------------------------- | ------------------------------------ | -------------------------------------------------------------------- |
| Наилегчайший вес (до 60 кг) | Ислам Яшуев Чечня                     | Отар Бестаев Северная Осетия         | Дмитрий Куликов Оренбургская область Роберт Мшвидобадзе Мордовия     |
| Полулёгкий вес (до 66 кг)   | Денис Лаврентьев Челябинская область  | Фердинанд Карапетян Северная Осетия  | Арби Демильханов Чечня Иман Султанов Дагестан                        |
| Лёгкий вес (до 73 кг)       | Михаил Наний Москва                   | Иван Ефанов Севастополь              | Олег Васильев Санкт-Петербург Антон Тыщенко Севастополь              |
| Полусредний вес (до 81 кг)  | Хасан Халмурзаев Ингушетия            | Сергей Рябов Москва                  | Аслан Лаппинагов Северная Осетия Александр Ульяхов Москва            |
| Средний вес (до 90 кг)      | Арсен Ханджян Краснодарский край      | Мурат Гасиев Северная Осетия         | Самир Гучапшев Кабардино-Балкария Хусейн Халмурзаев Ингушетия        |
| Полутяжёлый вес (до 100 кг) | Михаил Косяшников Ставропольский край | Максуд Ибрагимов Саратовская область | Арсен Омаров Дагестан Алексей Казачков Ставропольский край           |
| Тяжёлый вес (свыше 100 кг)  | Сослан Бостанов Челябинская область   | Сергей Кесаев Северная Осетия        | Антон Кривобоков Санкт-Петербург Степан Саркисян Ставропольский край |

### Женщины
| Категория                   | Золото                             | Серебро                            | Бронза                                                                    |
| --------------------------- | ---------------------------------- | ---------------------------------- | ------------------------------------------------------------------------- |
| Наилегчайший вес (до 48 кг) | Мария Персидская Самарская область | Алана Лазарова Северная Осетия     | Лусине Авакян Москва Лилия Лотфуллина ХМАО                                |
| Полулёгкий вес (до 52 кг)   | Анастасия Поликарпова Москва       | Ольга Гагарина Москва              | Анна Журавлёва Тюменская область Антонина Товстецкая Челябинская область  |
| Лёгкий вес (до 57 кг)       | Татьяна Носкова Санкт-Петербург    | Татьяна Казенюк Краснодарский край | Екатерина Мельникова Саратовская область Анаит Аршакян Рязанская область  |
| Полусредний вес (до 63 кг)  | Пари Суракатова Санкт-Петербург    | Ирина Громова Алтайский край       | Арина Пчелинцева Москва Лариса Черепанова Марий Эл                        |
| Средний вес (до 70 кг)      | Алёна Прокопенко Санкт-Петербург   | Дарико Габаидзе Санкт-Петербург    | Екатерина Денисенкова ХМАО Ирина Сордия Красноярский край                 |
| Полутяжёлый вес (до 78 кг)  | Вера Москалюк ХМАО                 | Татьяна Тимонина Москва            | Наталья Казанцева Тюменская область Анна Приданникова Челябинская область |
| Тяжёлый вес (свыше 78 кг)   | Анаид Мхитарян ХМАО                | Наталья Соколова Красноярский край | Пелагея Лапшина ХМАО Екатерина Шереметова Красноярский край               |

## Командные зачёты

### Округа

#### Мужчины
1. СКФО;
2. Московская область;
3. ЮФО.

#### Женщины
1. УФО;
2. Санкт-Петербург;
3. Московская область.

#### Общий итог
1. СКФО;
2. УФО;
3. Московская область.

### Регионы

#### Мужчины
1. Северная Осетия;
2. Челябинская область;
3. Ставропольский край

#### Женщины
1. Ханты-Мансийский автономный округ — Югра;
2. Красноярский край;
3. Самарская область.

### Ведомства

#### Мужчины
1. «Динамо»;
2. Вооружённые силы;
3. ФСО «Россия».

#### Женщины
1. «Динамо»;
2. Вооружённые силы;
3. «Сельский спорт».